# История персональных компьютеров
История персонального компьютера как массового потребительского электронного устройства началась с микрокомпьютерной революции 1970-х годов. Персональный компьютер предназначен для индивидуального использования мейнфреймов, где запросы конечного пользователя проходили либо через обслуживающий персонал, либо системы разделения времени таким образом, чтобы процессорные мощности совместно использовались многими людьми. После разработки микропроцессора стоимость отдельных персональных компьютеров стала достаточно низкой для того, чтобы они стали потребительскими товарами. Ранние персональные компьютеры (микрокомпьютеры) часто продавались в виде наборов электронных компонентов.

## События, предшествовавшие появлению персональных компьютеров
Потребность считать возникала у людей вместе с появлением цивилизации. Им было необходимо осуществлять торговые сделки, проводить землемерные работы, управлять запасами урожая, следить за астрономическими циклами. Для этого издревле были изобретены различные инструменты, от счётных палочек и абака, в ходе развития науки и техники эволюционировавшие в калькуляторы и разнообразные вычислительные устройства, в том числе и персональные компьютеры.

### Важнейшие этапы развития вычислительной техники до появления персональных компьютеров

#### Механические и автоматические вычислительные средства
- V век до н. э. — абак (счётная доска).
- 1642 — «Паскалина» Блеза Паскаля, первая попытка механизировать вычисления.
- 1654 — логарифмическая линейка, первое устройство, сделавшее вычисления быстрыми и получившее широкое распространение.
- 1801 — ткацкий станок Жозефа Мари Жаккара, изобретение перфокарты.
- 1820-е годы — арифмометр Томаса де Кольмара, первое механическое вычислительное устройство, получившее широкое распространение.
- 1822—1838 — Разностная машина Чарльза Бэббиджа, первая попытка создать программируемое вычислительное устройство.

#### Электромеханические вычислительные средства
- 1888—1890 — табулятор Холлерита, первое автоматическое вычислительное устройство, производившееся промышленными партиями. Впоследствии (1896) Герман Холлерит основывает компанию Tabulating Machine Company, в 1924 году переименованную в International Business Machines Corporation после промежуточной смены имени в 1911.
- 1936 — маши́на Тью́ринга (МТ).
- 1937 — Z1, вычислительная машина, разработанная Конрадом Цузе, стала первым вычислительным устройством, работавшим на двоичной логике и применявшее арифметику с плавающей запятой.
- 1943 — «Марк I», первый компьютер, произведённый фирмой IBM.

#### Электронные вычислительные средства
- 1946 — ENIAC; 1948 — Манчестерская МЭМ «Baby»; 1949 — EDSAC — первые ЭВМ.
- 7 апреля 1964 г. фирма IBM объявила о создании семейства компьютеров System 360 — первой серии масштабируемых компьютеров, впоследствии ставшая примером открытого стандарта, когда один производитель компьютерного оборудования мог произвести оборудование, совместимое с оборудованием другого производителя; широкое распространение System 360 де-факто установило стандарт байта, состоящего из 8 битов, и ввело в широкое употребление шестнадцатеричную систему счисления в программировании.

#### Теоретические разработки, нашедшие применение в персональных компьютерах
- 1847—1854 — изобретение булевой алгебры на основе двоичной системы счисления.
- 1940—1948 — понимание того, что работа логических электрических схем тождественна булевой алгебре и разработка теории информации Клода Шеннона.
- середина 1940-х — разработка архитектуры фон Неймана.
- 1957 — впервые реализован язык программирования высокого уровня, носивший название Фортран.
- В 1964 году Американская Ассоциация Стандартов принимает новый 7-битовый стандарт для обмена информации ASCII (American Standard Code for Information Interchange).
- В 1964 году Джон Кемени и Томас Курц в Дартмутском колледже, разработали язык программирования BASIC. Этот язык программирования с различными модификациями применялся почти во всех персональных и домашних компьютерах 1970-80-х годов.
- В 1973 году исследовательский центр Xerox PARC представил Xerox Alto — первый в мире образец компьютера с оконным (графическим) интерфейсом.

#### Появление технологий, нашедших применение в персональных компьютерах
- 23 декабря 1947 г. три учёных в лабораториях компании Bell Labs, Уильям Шокли, Уолтер Браттейн и Джон Бардин изобрели точечный транзисторный усилитель, что позволило уменьшить размеры компьютеров, до этого использовавших электронные лампы.
- В сентябре 1958 г. Джек Килби из компании Texas Instruments построил первую электронную микросхему, где пять компонентов были интегрированы на одной плате из германия размером в 1,5 сантиметров в длину и 1-2 миллиметров в толщину.
- В 1959 г. Роберт Нойс из Fairchild Semiconductor, построил интегрированную электронную микросхему, где компоненты были соединены друг с другом алюминиевыми линиями на окисленной поверхности кремния (silicon-oxide).
- В 1960 г. компания DEC представила первый мини-компьютер PDP-1 (Programmed Data Processor), стоимость которого составляла 120 000 долларов. Это был первый коммерческий компьютер, оснащённый клавиатурой и монитором.
- В 1963 г. Дуглас Энгельбарт изобрёл компьютерную мышь.
- В 1965 г. Гордон Мур, директор подразделения исследований и разработок в Fairchild Semiconductor формулирует вывод, основанный на наблюдениях за динамикой развития технологий изготовления микросхем. Эта формулировка получает название закон Мура: плотность транзисторов в интегрированных микросхемах будет удваиваться каждые 24 месяца в течение следующих десяти лет.
- 4 июня 1966 г. американский офис патентов выдаёт доктору Роберту Деннарду из компании IBM патент № 3387286 на однотранзисторную ячейку памяти (DRAM Dynamic Random Access Memory — Динамическая Память с Произвольным Доступом) и на базовую идею 3-транзисторной ячейки памяти. Такой тип памяти сейчас повсеместно используется для краткосрочного хранения информации.
- В 1966 г. Роберт Нойс и Гордон Мур основывают корпорацию Intel. Эта компания начинает с создания микрочипов памяти, но постепенно превращается в компанию по производству микропроцессоров.
- В 1966 г. Дуглас Энгельбарт из исследовательского института Стэнфорда, представляет систему, состоящую из буквенной клавиатуры, цифровой клавиатуры, мышки и программы, поддерживающей вывод информации на экран в разных «окнах». На демонстрации показывают текстовой редактор, систему, разрешающую строить ссылки на информацию и программу для коллективной работы.
- В 1969 г. Пентагон создаёт четыре узла сети ARPAnet — прообраза современной Internet. День 2 сентября 1969 принято считать днём рождения Интернета.
- 1971 — изобретение накопителя на гибком магнитном диске, дискеты диаметром в 200 мм (8″). В конце 1970-х размеры дискет уменьшились до 133 мм (5,25″) и в 1981 до 90 мм (3,5″).
- 1971 — появление первого микропроцессора (процессора, помещающегося на интегральной микросхеме) Intel 4004. Этот процессор имел разрядность в 4 бита, и применялся, например, в калькуляторах или схемах управления светофорами. Из микропроцессоров 1970-х годов, нашедших применение в персональных компьютерах, стоит упомянуть 8-разрядные Intel 8008, Intel 8080, Zilog Z80, National Semiconductor SC/MP[англ.], MOS 6502, Motorola 6800 и 16-разрядные Intel 8086, Intel 8088.

## Предпосылки к появлению персональных компьютеров
В 1950—1960-х годах компьютеры были доступны только крупным компаниям из-за своих размеров и цены. В конкурентной борьбе за увеличение продаж фирмы, производящие компьютеры, стремились к удешевлению и миниатюризации своей продукции. Для этого использовались все современные достижения науки: память на магнитных сердечниках, транзисторы, и наконец микросхемы. К 1965 году мини-компьютер PDP-8 занимал объём, сопоставимый с бытовым холодильником, стоимость составляла примерно 20 тыс. долларов, кроме того, наблюдалась тенденция к дальнейшей миниатюризации.
- В мае 1966 г. Стивен Грей основывает общество компьютерных любителей (Amateur Computer Society) или ACS, и начинает публиковать новости клуба.

Многочисленные энтузиасты, заинтересованные в изучении возможностей компьютеров, старались выжать всё возможное из доступных тогда материалов. Так, например, первый интерпретатор языка программирования для персонального компьютера был написан по инициативе двух студентов, а история фирмы Apple началась с гаража, так как у основателей не было другого помещения.
- В 1975 г. Билл Гейтс и Пол Аллен решили написать интерпретатор языка BASIC для компьютера Altair 8800 и основали компанию Micro-Soft, специализировавшуюся на разработке программного обеспечения для компьютеров.
- 1 апреля 1976 г. Стив Джобс и Стив Возняк основали фирму Apple Computer.

Доступность персональных компьютеров стимулировала написание программного обеспечения; в свою очередь широкий выбор разработанного ПО стимулировал дальнейшее распространение и использование персональных компьютеров в обществе.
Объёмы продаж персональных компьютеров в конце 1970-х годов были невысоки, но для абсолютно нового товара коммерческий успех был ошеломляющ. Причиной этого было появление программного обеспечения, покрывавшего нужды пользователей в автоматизации обработки информации. В начале 1980-х наиболее популярны были язык программирования для «чайников» BASIC, текстовый редактор WordStar (назначения «горячих» клавиш которого используются до сих пор) и табличный процессор VisiCalc, переросший к настоящему времени в гиганта под названием Excel. Деловой мир всего мира увидел, что покупать компьютеры весьма выгодно: с их помощью стало возможно значительно эффективнее выполнять бухгалтерские расчёты, составлять документы и так далее. В результате оказалось, что для многих организаций необходимые им расчёты можно выполнять не на больших ЭВМ, а на персональных компьютерах, что значительно дешевле. Распространение персональных компьютеров к концу семидесятых годов привело к некоторому снижению спроса на большие и миниЭВМ. Это стало предметом серьёзного беспокойства корпорации IBM — ведущей компании по производству ЭВМ.
В 1979 году руководство IBM решило произвести как бы мелкий эксперимент (что-то вроде одной из десятков проводившихся в фирме работ по созданию нового оборудования) — попробовать свои силы на рынке персональных компьютеров («если другие фирмы начали производство персональных компьютеров, то почему бы и нам не попробовать?»). Чтобы на этот эксперимент не тратить слишком много денег, руководство фирмы предоставило подразделению, ответственному за данный проект, невиданную в фирме свободу. В частности, ему было разрешено не конструировать персональный компьютер «с нуля», а использовать блоки, изготовленные другими фирмами. И это подразделение сполна использовало предоставленный шанс. Прежде всего в качестве основного микропроцессора компьютера был выбран новейший тогда 16-разрядный микропроцессор Intel 8088. Его использование позволило значительно увеличить потенциальные возможности компьютера, так как новый микропроцессор позволял работать с 1 Мегабайтом памяти, в то время как все имевшиеся тогда компьютеры на базе 8 разрядов были ограничены 64 Килобайтами. В компьютере были использованы и другие комплектующие различных фирм, а его программное обеспечение было поручено разработать небольшой фирме Microsoft.
- В августе 1981 г. новый компьютер под названием IBM 5150 был официально представлен публике и вскоре после этого он приобрёл большую популярность у пользователей. Через один-два года компьютер IBM PC стал стандартом персонального компьютера. Сейчас такие компьютеры («совместимые с IBM PC») составляют значительную часть всех производимых в мире персональных компьютеров.

Успех IBM PC проистекает из удивительного отказа IBM лицензировать любые компоненты новой машины в сочетании с открытой архитектурой, расширяемостью и приемлемой ценой. Инновацией можно назвать разве что создание BIOS — встроенной программной оболочки для изоляции специфических особенностей «железа» от программ — но вряд ли покупатели могли оценить эту инновационность в тот момент. Зато сторонние производители получили возможность делать полностью совместимые клоны и модули расширения без каких либо юридических и финансовых проблем. Кроме того, в IBM PC широко использовались покупные элементы, что уменьшало затраты на запуск производства. Уже к 1986 году IBM теряет лидирующее положение на рынке IBM PC-совместимых компьютеров в пользу специализированных компаний-сборщиков. До наших дней дошли некоторые торговые марки сборочных компаний тех времён: Dell, Compaq и некоторые другие.

## Персональные компьютеры от появления до современных дней

### Первые персональные компьютеры (1960—1980-е годы)
- В 1969 году компания Honeywell выпускает «кухонный компьютер» H316 — первый домашний компьютер (стоимость 10 600 $).[1]

- В 1972 году Computer Terminal Corporation (CTC) выпустила персональный компьютер с дисплеем Datapoint 2200 на однокристальном микропроцессоре Intel 8008. Компьютер Datapoint 2200 планировалось поставлять уже 1971 году, но из-за срыва контракта кампанией Intel и отказа от него компании Texas Instruments схемотехника данного компьютера первоначально была выстроена из порядка сотни дискретных TTL-микросхем.
- C 1973 года выпускается как исследовательский прототип несколько тысяч Xerox Alto — первый персональный компьютер с графическим интерфейсом и метафорой рабочего стола.

- В 1974 году фирма MITS начало производство компьютера Altair 8800, который, как считается, положил начало всем любительским персональным компьютерам. Одной из причин успеха этого компьютера была простота архитектуры по отношению к «большим ЭВМ».
- В 1975 году фирма MOS Technology, Inc. начало производство компьютера KIM-1, который при стоимости 245 долларов США обладал более дружественным интерфейсом по сравнению с популярным и более дорогим Altair 8800, что сделало его очень популярным у радиолюбителей и энтузиастов.
- В 1976 году начался кустарный выпуск Apple I — компьютера, который послужил предтечей развития одного из современных производителей персональных компьютеров, Apple Computer.
- В июне 1977 года появился первый серийный Apple II, который предложил пользователям интегрированную клавиатуру, цветную графику, звук, пластиковый корпус и восемь слотов расширения. В отличие от предыдущих коммерчески выпускаемых ПК, «Apple II» больше выглядел как офисный прибор, а не как набор электронного оборудования, имел встроенный интерпретатор Бейсика, и был значительно более дружественен по отношению к неподготовленному пользователю. Тем самым «Apple II» положил начало революции в области персональных компьютеров: это была машина для масс, а не только для любителей, учёных или инженеров.
- В августе 1977 года начался выпуск Tandy Radio Shack TRS-80 — первого домашнего компьютера, стоившего менее 600 долларов США.
- В декабре 1977 года появился Commodore PET — первый компьютер, в комплект поставки которого входили клавиатура, монитор, накопитель на магнитной ленте (специальный фирменный магнитофон).
- В 1978 году поступил в продажу Sinclair Mk14 по цене всего 39,95 английских фунтов.
- В ноябре 1979 года начинаются массовые продажи домашних персональных компьютеров Atari 400/800. Являясь развитием популярной приставки Atari 2600 эти модели послужили стартом для целой линейки весьма популярных домашних компьютеров.
- В 1980 году в TRS-80 Color Computer впервые в персональном компьютере использована многопользовательская и многозадачная операционная система OS-9.
- В 1980 году выпущен в продажу Sinclair ZX80 — первый персональный компьютер для домашнего применения ценой менее 100 английских фунтов.
- В июне 1981 года был выпущен Texas Instruments TI-99/4A — первый домашний компьютер с 16-разрядным процессором Texas Instruments TMS9900.
- В 1981 году был выпущен Xerox 8010 Star Information System, первый компьютер в набор которого включалась компьютерная мышь.
- В 1981 году были выпущены первый чёрно-белый видеоадаптер (видеокарта) MDA и первый цветной видеоадаптер CGA.

- 12 августа 1981 года фирма IBM представила широкой публике первую модель персонального компьютера IBM PC 5150, ставшую фактическим родоначальником современных персональных компьютеров на архитектуре Intel x86.
- В 1981 году начались продажи Commodore VIC-20. На старте продаж это был самый дешёвый персональный компьютер в США (цена ниже 300 долларов США). Тем не менее, аналогичный Sinclair ZX81, выпущенный в то же время на старте продаж в Британии стоит всего 49,95 английских фунтов. Тем не менее VIC-20 — первый компьютер в мире, который преодолел планку в один миллион проданных экземпляров.
- В 1981 году появился Sinclair ZX81 — стоил всего 49,95 английских фунтов в виде набора для сборки и 69,95 фунтов — собранный и готовый к использованию.
- В апреле 1982 года ZX Spectrum — самый продаваемый английский компьютер; помог становлению индустрии программного обеспечения в Соединённом Королевстве. В частности, за заслуги в развитии общества (не только производство компьютеров) основатель компании Sinclair Research сэр Клайв Синклер был награждён низшим дворянским званием «Рыцарь королевского Ордена».
- В августе 1982 года начались продажи Commodore 64, который со временем стал самым продаваемым компьютером всех времён и народов: продано более 20 миллионов машин.
- В 1983 году был разработан стандарт MSX на архитектуру бытового компьютера; компьютеры этого стандарта производились различными компаниями преимущественно в Японии.
- В 1983 года на смену IBM PC пришёл IBM PC/XT, включавший в себя жёсткий диск.
- В марте 1983 года Compaq начала продажи Compaq Portable — первого портативного компьютера, а также первого клона компьютеров серии IBM PC.
- В 1983 году начались продажи Apple Lisa — амбициозный проект Apple, потерпевший неудачу, но подготовивший почву для успеха как и Apple Macintosh, так и Microsoft Windows (поначалу графической среды, а потом и операционной системы)
- В январе 1984 года — первый успешный серийно выпускаемый персональный компьютер с манипулятором типа «мышь» и полностью графическим интерфейсом, названный Apple Macintosh, то есть первый успешный компьютер, реализовавший идеи, заложенные в Xerox Alto, в промышленном масштабе.

- В 1984 году компания Amiga Corporation в лице Роберта Дж. Микала и Дэйва Морса провела демонстрацию первого в мире персонального мультимедийного компьютера Amiga 1000. Демонстрация «Боинг» (Boeing) показывала, как трёхмерный шар, разрисованный красными и белыми квадратами, летает в трёхмерной же комнате и с грохотом ударяется о стены.
- В 1984 году — начат серийный выпуск компьютера «Агат», одного из первых в Советском Союзе ПК и первого компьютера, разработанного для нужд образования.
- 3 апреля 1986 года — выпущен первый ноутбук от фирмы IBM, IBM PC Convertible.
- В 1986 году поступила в продажу первая внешняя звуковая плата (звуковая карта) фирмы Covox Inc.

### События компьютерного мира 1990—2000-х годов

#### 1990 год
- Фирма Microsoft выпустила Windows 3.0.
- Тим Бернерс-Ли разработал язык HTML (Hypertext Markup Language — язык разметки гипертекста; основной формат Web-документов) и прототип Всемирной паутины, а также первый веб-браузер WorldWideWeb и первый веб-сайт info.cern.ch.

#### 1991 год
- Разработан графический формат JPEG
- Филипп Циммерман придумал PGP, систему шифрования сообщений с открытым ключом.
- Создан стандарт связи по технологии Wi-Fi.
- Была запущена первая веб-камера.
- Появилась первая бесплатная операционная система с большими возможностями — Linux. Автор этой системы, финский студент Линус Торвальдс решил поэкспериментировать с командами процессора Intel 80386 и то, что получилось, выложил в Internet. Сотни программистов из разных стран мира стали дописывать и переделывать программу. Она превратилась в полнофункциональную работающую операционную систему. История умалчивает о том, кто решил назвать её Linux, но как появилось это название — вполне понятно. «Linu» или «Lin» от имени создателя и «х» или «ux» — от UNIX, так как новая ОС была очень на неё похожа, только работала теперь и на компьютерах с архитектурой х86.

#### 1992 год
- DEC представил первый 32-битный процессор RISC Alpha.
- Появился протокол передачи данных HTTP.
- Фирма Microsoft выпустила ОС Windows 3.1.

#### 1993 год
- Фирма Intel выпустила 32-разрядный микропроцессор Pentium, который состоял из 3,1 млн транзисторов и мог выполнять 112 млн операций в секунду.
- Появился формат сжатия видео MPEG.
- Появился язык разметки гипертекстовых документов во Всемирной паутине HTML.
- Появился W3Catalog, первая поисковая система для поиска веб-сайтов в сети Интернета.

#### 1994 год
- Начало выпуска фирмой Power Mac серии фирмы Apple Computers — Power PC.
- Выпущена спецификация Bluetooth.

#### 1995 год
- Фирма DEC объявила о выпуске пяти новых моделей персональных компьютеров Celebris XL.
- Компания NEC объявила о завершении разработок первого в мире кристалла с объёмом памяти 1 Гбайт.
- Появилась операционная система Windows 95, в которой впервые появились поддержка USB и Plug and Play.
- SUN представила язык программирования Java. Netscape представила язык программирования JavaScript, имеющий похожий на Java синтаксис.
- Появился формат RealAudio — альтернатива MPEG.

#### 1996 год
- Фирма Microsoft выпустила Internet Explorer 3.0 — достаточно серьёзный конкурент для Netscape Navigator.
- Начат выпуск первых носителей формата DVD.
- Выпущена первая общедоступная версия веб-браузера Opera.

#### 1997 год
- Фирма Apple выпустила операционную систему Macintosh OS 8.

#### 1998 год
- Фирма Microsoft выпустила операционную систему Windows 98.
- Фирма Apple выпустила первое поколение настольного компьютера iMac.
- Появилась поисковая система Google.

#### 2000
- Фирма Microsoft выпустила операционные системы Windows ME и Windows 2000.
- Выпущена спецификация стандарта USB 2.0.
- В израильской фирме M-Systems был создан первый USB-флеш-накопитель.

#### 2001
- Фирма Microsoft выпустила операционную систему Windows XP, которая в 2000-е годы была самой популярной ОС в мире (76,1 % в январе 2007 года).
- Фирма Apple выпустила операционную систему OS X (Mac OS X, macOS).

#### 2002
Был выпущен веб-браузер Mozilla Firefox с открытым исходным кодом.

#### 2004
Выпущена первая версия самого популярного дистрибутива Linux, Ubuntu.

#### 2005
Фирма Apple выпустила компьютер Mac mini.

#### 2006
- Фирма Microsoft выпустила операционную систему Windows Vista.
- Фирма Apple выпустила ноутбук MacBook Pro.
- Начат выпуск носителей формата Blu-ray Disc.

#### 2008
- Компания Google выпустила веб-браузер Google Chrome.
- Выпущена спецификация стандарта USB 3.0.
- Фирма Apple выпустила ноутбуки MacBook и MacBook Air.

#### 2009
Фирма Microsoft выпустила операционную систему Windows 7, которая по состоянию на 2016 год являлась самой популярной ОС в мире.

#### 2012
Фирма Microsoft выпустила операционную систему Windows 8.

#### 2015
Фирма Microsoft выпустила операционную систему Windows 10.

#### 2019
В январе 2019 года на выставке CES подразделение IBM Research анонсировало первый в мире квантовый компьютер IBM Q System One, состоящий из 20 кубитов и пригодный для коммерческого применения.

#### 2020
В 2020 году компания Apple начала перевод всех своих компьютеров Mac ранее работавших на чипах Intel x86 на свои собственные ARM-чипы Apple silicon.
2021
Фирма Microsoft выпустила операционную систему Windows 11.

## Развитие системного программного обеспечения персональных компьютеров
Программное обеспечение постепенно обновлялось. Выпускались обновлённые версии программ

## Персональные компьютерыСССР
В 1980—1983 годах «Микро-80» — советский любительский 8-разрядный микрокомпьютер на основе микропроцессора К580ИК80А. Схема «Микро-80» была опубликована в журнале «Радио» в 1983 году, издававшемся в СССР миллионным тиражом.
В 1981—1983 годах был разработан 8-разрядный ПК «Агат», который выпускался с 1984 до 1993 год.
В 1984 году на заседание пленума ЦК КПСС было принятие постановление о «Компьютеризации школьного образования в СССР», что ускорило появление персональных ЭВМ в школах. Уже через несколько лет в школах появились компьютерные классы, в которых школьников начали обучать азбуке программирования непосредственно на школьных ПЭВМ. Благодаря этому в постсоветских республиках в 1990-е годы появилось большое количество программистов.
В январе 1985 года было начато серийное производство 16-разрядного персонального компьютера БК-0010 (и его вариантов БК-0010Ш, БК0010-01, БК0010-01Ш) — одного из самых массовых «домашних» ПК в СССР. Следующая модель из ряда БК — БК-0011 — появилась в 1990 году, но несмотря на его улучшенные характеристики (ОЗУ 128 Кбайт, частота процессора 4 МГц, в комплекте контроллер НГМД), он не получил такого распространения, как БК0010-01.
В 1986 году в журнале «Радио» была опубликована схема микрокомпьютера «Радио-86РК». Благодаря своей простоте «Радио-86РК» завоевал популярность среди радиолюбителей СССР и впоследствии развился в целый ряд аналогов и вариантов, выпускавшихся как в любительских условиях, так и промышленно. «Радио 86РК» частично совместим с «Микро-80».
В 1986 году был разработан бытовой персональный компьютер «Вектор-06Ц». В 1987 году благодаря ДОСААФ компьютер был представлен на 33-й Всесоюзной радиовыставке, после которой «Вектор-06Ц» стал выпускаться серийно. По параметрам он превосходил «ZX Spectrum»: у него был цветной графический экран с большой цветовой палитрой, трёхканальный звук и доступная цена. В 1989 году на 34-й Всесоюзной выставке творчества радиолюбителей была представлена улучшенная конструкция «Вектор-06Ц.03». Компьютер был дополнен возможностью работать с гибкими дисками и электронным диском под управлением операционной системы.
В 1985—1987 годах сотрудниками Института ядерной физики Московского государственного университета Николаем Роем, Александром Скурихиным и Олегом Щербаковым был разработан 8-разрядный персональный компьютер «Корвет», который с 1988 года выпускался серийно на заводах Министерства радиопромышленности СССР: на бакинском производственном объединении «Радиостроение», на брестском ПО СВТ, в московском экспериментально-вычислительном центре ЭЛЕКС ГКВТИ и в кооперативе ЭНЛИН, а также на каменск-уральском ПО «Октябрь» (в том числе под названием «Нейва»). На фрунзенском заводе «ЭВМ» (Киргизская ССР) и на ленинградским ЛНПО «Электроавтоматика» вслед за ранее освоенным игровым устройством «Интеллект» выпускалась модификация «Корвета» ПК 8015 «Орбита».
В конце 1980-х — начале 1990-х годов в СССР завоевали широкую популярность компьютеры ZX Spectrum, которые впоследствии с успехом тиражировались многочисленными кооперативами и военными предприятиями, «вставшими на рельсы конверсии», под многочисленными названиями: «Хобби», «Львов», «Москва», «Ленинград», «Пентагон», «Скорпион», «Дельта», «Композит», «Согдиана», «Компаньон».
В 1990—1991 годах был выпущен лэп-топ ПК-300, портативный персональный компьютер (совместимый IBM PC/XT), умещающийся в портфель, с полноформатной клавиатурой, жидкокристаллическим экраном (640x200 точек), оперативной памятью на 640 кБайт, двумя дисководами для дискет 3½" ёмкостью 720 Кбайт. Устанавливаемая операционная система — MS DOS 3.3. Автономность работы — 4 часа.
К концу 1980-х — началу 1990-х годов в СССР, кроме вышеперечисленных, выпускалось много типов любительских, бытовых и персональных ЭВМ, таких как «МК-88» (16-разрядная, 1 млн оп./сек.), «Поиск», «Поиск-2», «Поиск-3»; выпускался предприятием НПО «Электронмаш» в Киеве и был аналогом IBM PC/XT), «Специалист» (схема и описание компьютера были опубликованы в журнале «Моделист-Конструктор» в 1987 году), «Квант-4С» (16-разрядная, 1 млн оп./сек.) и других. Они представляли собой либо клоны IBM PC/XT, либо развитие серии ДВК («Квант-4С»). По сравнению с характеристиками зарубежных ЭВМ, например Compaq Deskpro 386 (32-разрядная, 5 млн оп./сек.), представленной в 1986 году, видно, что отечественные разработки заметно уступали западным персональным компьютерам того времени.

## Популярные заблуждения
В ряде источников на русском языке изобретателем персонального компьютера называется советский инженер и конструктор Арсений Анатольевич Горохов, которым в 1968 году было запатентовано «Устройство для задания программы воспроизведения контура детали». Предметом изобретения являлось усовершенствование уже имеющихся компьютеров путём дополнительного введения блока ограничения и коммутатора. Изобретение в соответствии с Международной патентовой классификацией было названо «Устройство для задания программы воспроизведения контура детали». Однако изобретение Горохова нельзя считать первым персональным компьютером, и оно не патентовалось в качестве такового. Уже в конце 1950-х годов и первой половине 1960-х годов существовали компактные вычислительные устройства, которые могли бы претендовать на звание персонального компьютера, например, IBM 610 или отечественные персональные компьютеры серии «МИР». Запатентованное Гороховым устройство никогда не было изготовлено.